# 로런 몽고메리
로런 이브 몽고메리(영어: Lauren Eve Montgomery, 1980년 ~ )는 미국의 애니메이터이다. DC 코믹스 원작의 비디오 영화 시리즈 《원더우먼》(2009), 《그린 랜턴: 첫 비행》(2009), 《슈퍼맨/배트맨: 아포칼립스》(2010), 《저스티스 리그: 둠》(2012) 등을 연출하였으며 《저스티스 리그: 두 지구의 위기》(2010), 《배트맨: 이어 원》(2011)에서는 샘 류와 공동 연출 작업을 했다. 《영 저스티스》, 《아바타: 아앙의 전설》, 《코라의 전설》의 일부 에피소드의 스토리보드도 작업했다. 2016년 애니메이션 시리즈 《볼트론: 전설 속의 수호자》에서 조아킹 도스 산토스와 함께 제작책임자, 공동쇼러너를 맡았다.